# Ашеваны
Ашеваны (тат. Әшеван) — деревня в Усть-Ишимском районе Омской области. Входит в состав Усть-Ишимского сельского поселения.

## История
По переписи 1897 года проживало 326 человек, из них проживало 326 татар.
Основана в 1226 году. В 1928 года состояла из 63 хозяйств, основное население — татары в составе Тюрметяковского сельсовета Усть-Ишимского района Тарского округа Сибирского края.

## Население
| 1926 | 2010 |
| ---- | ---- |
| 266  | ↗310 |